# A. Bautte
Pour les articles homonymes, voir Bautte.
A. Bautte est un chef cuisinier écrivain qui doit sa notoriété de son vivant à Modern French and English Cookery (1901) et à une monographie de référence sur les œufs (Les Œufs, avec 1000 manières de les préparer et de les servir - 1906) rééditée de nos jours.

## Biographie
La biographie d'A. Bautte (vers 1855 ? - après 1929 ?) est mal documentée, on ne connait que l'initiale de son prénom. Sa vie professionnelle est divisée en une première période itinérante centrée sur le Royaume-Uni où il fréquente la diaspora culinaire française dont Austin de Croze, et exerce le métier de chef en maison privée comme dans la restauration de luxe, il y apprend l'anglais et publie des livres dans cette langue dont Modern French and English Cookery (1901) qui lui vaut la notoriété, puis Hors-d'oeuvres, savouries, salads, pâtes, and cheese (1906). La seconde partie, en France en poursuivant sont activité en Angleterre, il est actif dans le milieu professionnel avec une suite d'articles dans L'Argus culinaire (Lausanne), Chef, Culinary World (Londres, dont il fut directeur), La Science Culinaire et  l'Art culinaire (revue de la Société des cuisiniers français) et une suite de monographies. Il est à placer dans la mouvance d'Alfred Suzanne.

### Une carrière itinérante
À Paris il est de chef à la maison Battendier puis de divers établissements. Il prend ensuite pour trois ans la direction des cuisines du Grand Hôtel du Louvre à Constantine puis celle (2 ans) du Khedivial Club au Caire. Il est ensuite chef (15 mois) de la légation de Russie à Copenhague avant de faire une saison comme chef de l'hôtel Beau Rivage à Ostende, puis au restaurant du Park aux Huitres.
En octobre 1888 il s'installe au Royaume-Uni comme chef privé de M. Assheton-Smith, de Vaynol Park, Bangor puis (2 ans) chez Benoist, traiteur de Piccadilly, (15 mois) au Walsingham House, Piccadilly, avant d'aller chez le marquis de Huntly au château d'Aboyne puis chez de M. Schiff, courtier. Par la suite (1891) il est (2 ans) chef-traiteur au Yorkshire Club (York), chef privé (2 ans) de M. Cunard, Eaton Square, Londres. En 1895, il est chef-traiteur au Riverside Club, Maidenhead, puis (16 mois) chef à l'hôtel Shelbourne à Dublin avant de faire une saison à l'ambassade d'Autriche-Hongrie à Londres, qu'il termine chef de H.I.H. l'archiduchesse Stéphanie (1904). Il se stabilise (5 ans) comme chef à l'hôtel Hans Crescent. 
Il donne dans A travers le monde culinaire et gourmand (chap. Anecdotes) une description du monde des cuisines où il a travaillé et des raisons de la brièveté de certains séjours, affaire de remises sur les achats, de fraudes diverses, de conflits d'intérêts, il s'y décrit comme victime de son honnêteté.

## Un technicien exigent

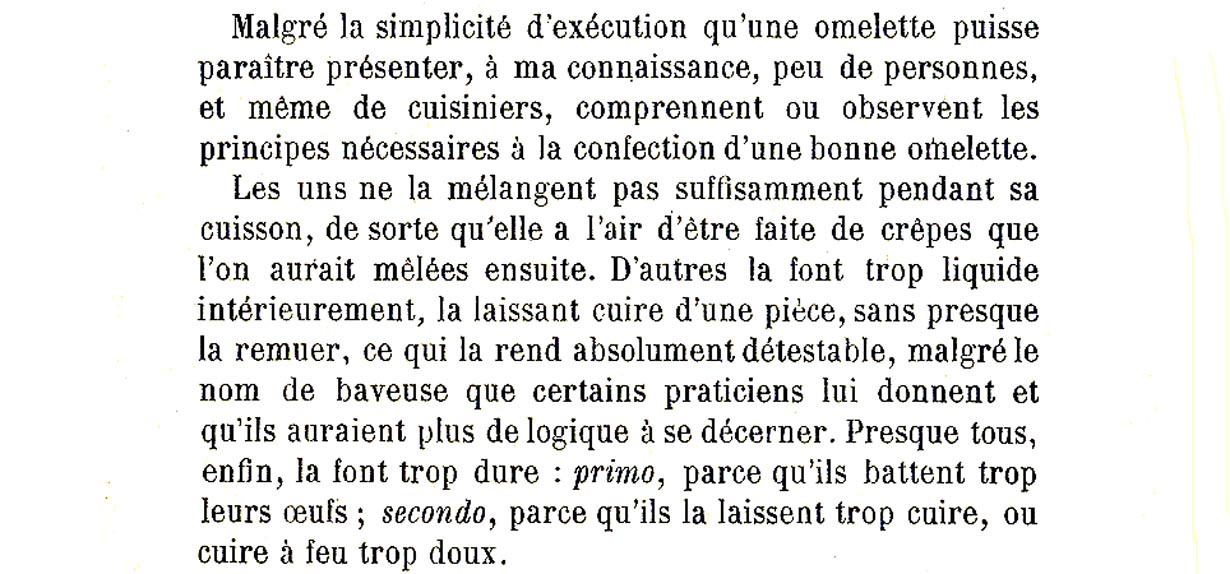
préambule des Omelettes

### Les œufs
Sa monographie sur les œufs (Les Œufs, avec 1000 manières de les préparer et de les servir) est d'une précision et d'une extensivité exemplaires, il donne 845 recettes dont 708 d'œufs (les autres sont des pâtes, des pâtisseries, des glaces et des boissons), les omelettes (142 recettes) sont précédées d'un préambule extensif sur la technique de l'omelette. Bautte a appris les usages culinaires des différents pays où il a exercé (les œufs de Pâques russes, les cocktails américains). 

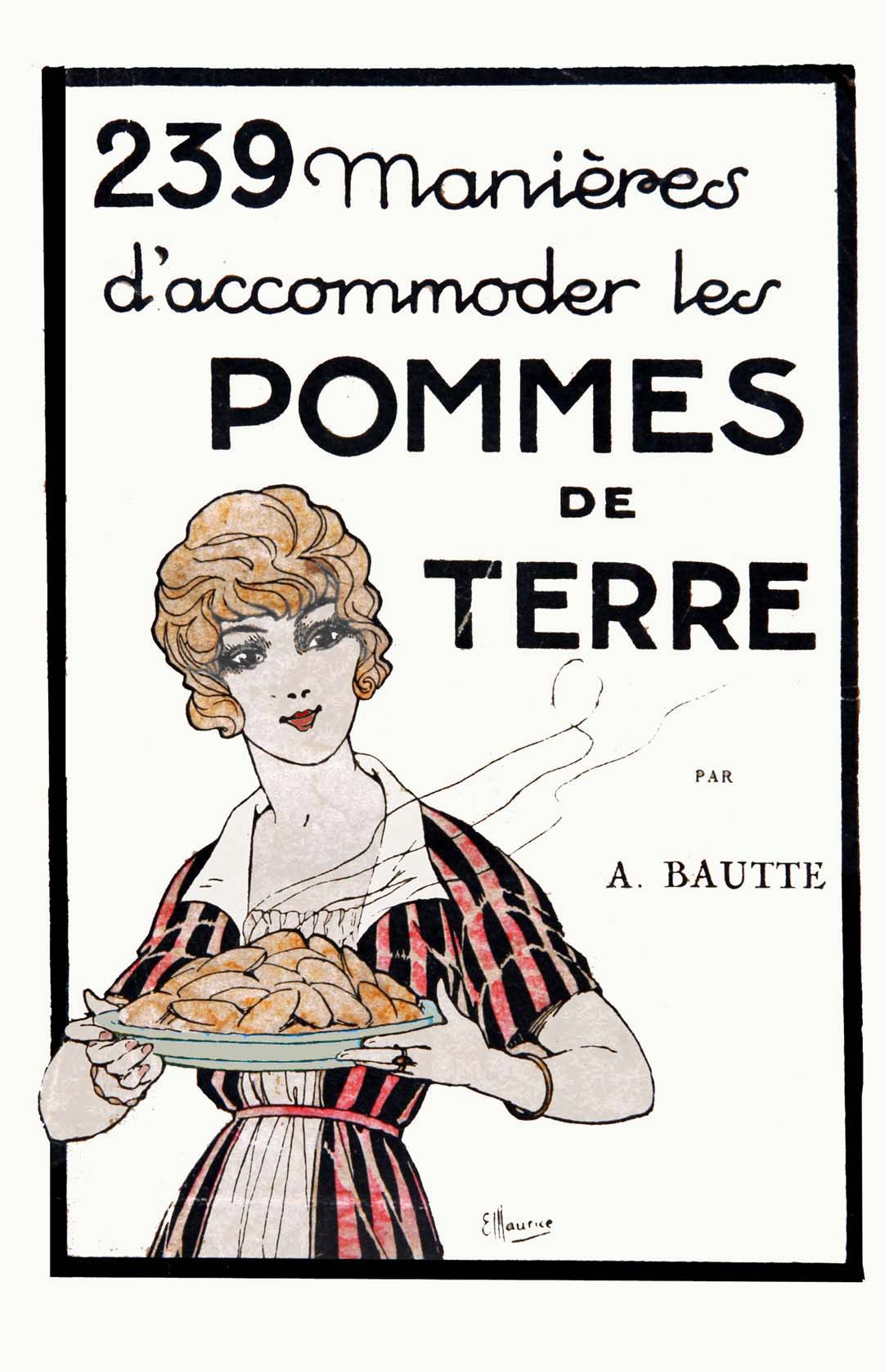
239 manières d'accommoder les pommes de terre, édition originale illustrée par la parisienne de Maurice Millière

Les recettes dont il serait l'inventeur sont techniques et précises, voir «compliquées et intrigantes», comme le Homard Brunetière, qui est une carcasse de homard remplie de la chair cuite avec un salpicon d'huitres et de champignons et de truffes avec une sauce à base de poison liée au beurre de homard. De ses différents emplois il a tiré des observations dont il fait la synthèse en 1910 dans un ouvrage critique sur les cuisines privées et de palace. 

### Les pommes de terre
Le petit livre 239 manières d'accommoder les pommes de terre reste la monographie la plus complète à ce jour pour le nombre de recettes données. La première édition du livre n'est pas datée, l'autre de 1932 (Bernardin Bechet). Sans préface ni introduction, le seul développement concerne la Théorie de la friture des pommes de terre.

## Publications
- A. Bautte, silver medal at the recent Cookery and Food Exhibition at Knightsbridge. Modern French and English Cookery on privates families, hotels, restaurants and clubs. (3500 recettes et 200 menus). Londres, Love & Malcomson. 1901[3].

- A. Bautte. Cuisson des Jambons et Langues de Bœuf dans la vapeur saturée La Conserve alimentaire. Paris. Institut Appert. 1903[12]
- A. Bautte, Chef at the Hans Crescent Hôtel, London. Hors-d'Oeuvres, Savouries, salads, pâtes and cheese etc. Londres. Love & Malcomson. 1906. 256 p.[3].
- Auguste Colombié. La cuisine bourgeoise : traité pratique à l'usage des jeunes filles, guide indispensable de la maîtresse de maison. Meulan. A. Réty  p. 329. A. Bautte. Le poivre. 1906[13].
- A. Bautte. Les Œufs, avec 1000 manières de les préparer et de les servir. Cambrai. F. Deligne, 1906. 336 p.
- A. Bautte. Les grouses. L'Art culinaire : organe officiel de la Société des cuisiniers français. Octobre 1907 [14]
- A. Bautte. La grouse et ses préparations. L'Art culinaire. Février 1908[15].
- A. Bautte. A travers le monde culinaire et gourmand. Critique de la cuisine et de l'administration des grands hôtels et restaurants mondains, des familles princières et aristocratiques, Nilsson. 330 p. 1910.
- A. Bautte. 239 manières d'accommoder les pommes de terre. Paris. Editions Nilsson. 120 p. sans date (vers 1930). réed. Paris, Bernardin-Béchet, 1932